# Neuzelle

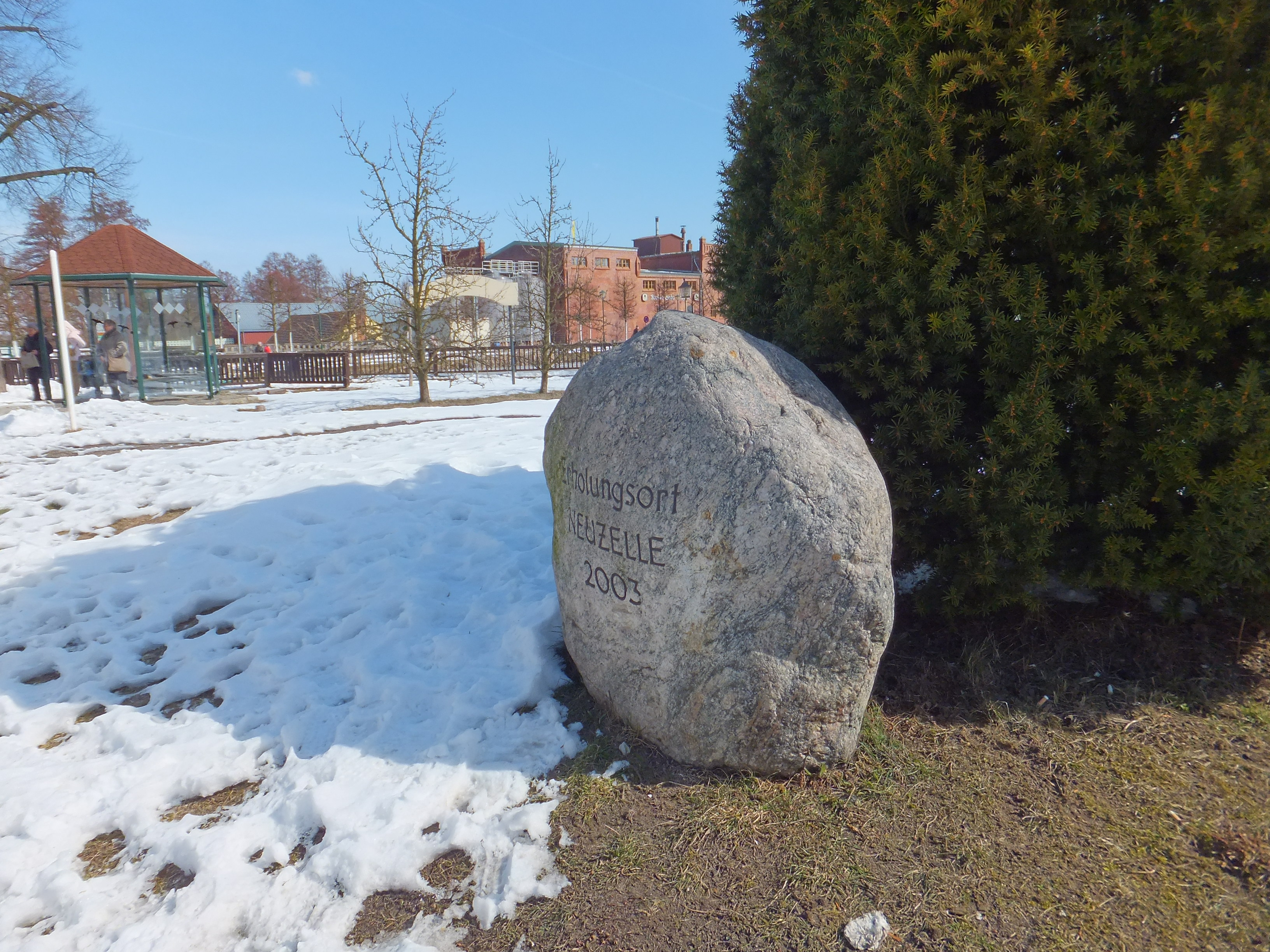
Findling am Brauereiplatz

Neuzelle (niedersorbisch Nowa Cala) ist eine amtsangehörige Gemeinde im Südosten von Brandenburg im Landkreis Oder-Spree, ein staatlich anerkannter Erholungsort und vor allem durch das Kloster Neuzelle bekannt. Sie ist Sitz des Amtes Neuzelle. Besonders medial bekannt wurde Neuzelle durch die Rückkehr der Mönche des Zisterzienserordens aus Heiligenkreuz in den Ort im Jahr 2018. 

## Gemeindegliederung
Die Gemeinde besteht nach ihrer Hauptsatzung aus zwölf Ortsteilen:
| - Bahro - Bomsdorf - Göhlen - Henzendorf | - Kobbeln - Möbiskruge - Neuzelle - Ossendorf | - Schwerzko - Steinsdorf - Streichwitz - Treppeln |

Hinzu kommen die Wohnplätze Forsthaus Treppeln, Heidehof, Kolonie Bomsdorf, Kummro, Neumühle, Schlaubemühle, Schwerzkoer Mühle, Vorwerk Bomsdorf, Vorwerk Steinsdorf und Waldseehotel.

## Geschichte

### Ortsname
Der Name Neuzelle wurde vom Kloster Neuzelle übernommen. Dieser stammt von Nova Cella, lateinisch für neue Zelle, abgeleitet vom Mutterkloster Cella, später Altzella.
Das Dorf hieß bis 1928 Schlaben, sorbisch Sławin, und hat eine slawische Namensherkunft.

### Geschichte der Ortsteile
- Bahro (niedersorbisch Barow) ist ein Gassendorf, das bis 1817 zum Kloster Neuzelle gehörte, hier wurden Wein, Hanf und Flachs angebaut. Im Ort kreuzen sich die Landesstraßen L 45 und L 452.[7]
- Bomsdorf (Bónojce) ist ein altes Gutsdorf und gehörte als einziges Dorf im heutigen Amt nie zum Kloster Neuzelle, es war Stammsitz derer von Bomsdorff.[8]
- Göhlen (Gólin) war bereits in der Bronzezeit besiedelt. Das heutige Dorf entstand im Mittelalter durch deutsche Bauern und wurde nach dem südlich davon gelegenen Göhlensee (von niedersorbisch jeleń = Hirsch) benannt.[9]
- Henzendorf (Hendrichojce) wurde ebenfalls in der Bronzezeit besiedelt. Es ist von sorbischen Bewohnern angelegt worden und gehörte zum Besitz des Klosters Neuzelle. Ein großer Teil des Gebietes südlich des Dorfes war lange als Schießplatz der Gruppe der Sowjetischen Streitkräfte in Deutschland gesperrt.[10]
- Kobbeln (Kobołnja) ist ein Angerdorf, das seit dem 15. Jahrhundert dem Kloster Neuzelle gehörte.
- Möbiskruge war dem Kloster Neuzelle seit dessen Gründung zugeeignet.[11]
- Der heutige Ortsteil Neuzelle entstand 1928 durch Zusammenlegung des Dorfes Schlaben mit dem Stiftsbezirk Neuzelle.
- Schwerzko (Šwjerckow) an der Dorche ist ein Sackgassendorf.
- Streichwitz (Stśěgojce) hatte nördlich des Ortes im Jahr 1739 einen Weinberg, wegen des meist sandigen Bodens wurde das Gebiet später aufgeforstet.[12]
- Treppeln (Trjebule) liegt am Naturpark Schlaubetal und wurde am 19. Oktober 1357 zum ersten Mal urkundlich erwähnt.

### Verwaltungsgeschichte
Das Gebiet der heutigen Gemeinde gehörte seit 1817 zum Kreis Guben in der Provinz Brandenburg im Königreich Preußen. 1928 wurden die Dörfer Schlaben und Kummro (Cummro) mit dem Stiftsbezirk Neuzelle zum Marktflecken Neuzelle vereinigt.
Es gehörte seit 1952 zum Kreis Eisenhüttenstadt-Land im Bezirk Frankfurt (Oder) in der DDR. Seit 1993 liegen die Orte im Landkreis Oder-Spree im Bundesland Brandenburg.
Die Gemeinde Neuzelle wurde zum 31. Dezember 2001 um zehn zuvor selbstständige Gemeinden vergrößert: Bahro, Bomsdorf, Göhlen, Henzendorf, Kobbeln, Möbiskruge, Schwerzko, Steinsdorf, Streichwitz und Treppeln. Ossendorf kam am 26. Oktober 2003 hinzu.

## Bevölkerungsentwicklung
| Jahr | Einwohner |
| ---- | --------- |
| 1875 | 2 344     |
| 1890 | 2 069     |
| 1910 | 2 175     |
| 1925 | 2 207     |
| 1933 | 2 483     |
| 1939 | 2 466     |

| Jahr | Einwohner |
| ---- | --------- |
| 1946 | 2 658     |
| 1950 | 2 747     |
| 1964 | 2 626     |
| 1971 | 2 214     |
| 1981 | 2 135     |
| 1985 | 2 065     |

| Jahr | Einwohner |
| ---- | --------- |
| 1990 | 2 006     |
| 1995 | 1 946     |
| 2000 | 2 089     |
| 2005 | 4 641     |
| 2010 | 4 471     |
| 2015 | 4 302     |

| Jahr | Einwohner |
| ---- | --------- |
| 2020 | 4 290     |
| 2021 | 4 294     |
| 2022 | 4 243     |
| 2023 | 4 240     |
| 2024 | 4 223     |

Gebietsstand des jeweiligen Jahres, Einwohnerzahl: Stand 31. Dezember (ab 1991), ab 2011 auf Basis des Zensus 2011, ab 2022 auf Basis des Zensus 2022

## Religion
Neuzelle verfügt über eine katholische und eine evangelische Kirchengemeinde, wobei die katholische Gemeinde des Ortes sehr stark ausgeprägt ist. Obwohl im Bistum Görlitz, in dem Neuzelle liegt, nur ungefähr 3 % der Bevölkerung katholisch sind, sind es in Neuzelle 8,6 %.
Es gibt eine Niederlassung der Zisterzienser, die provisorisch im Pfarrhaus im Kloster unterkommen. Allerdings wird derzeit ein Klosterneubau im Neuzeller Ortsteil Treppeln angestrebt. Zudem gibt es eine Niederlassung der Dienerinnen vom Heiligen Blut seit 2022 und der Thuiner Franziskanerinnen seit 2024.

## Politik

### Gemeindevertretung
Die Gemeindevertretung von Neuzelle besteht aus 16 Gemeindevertretern und dem ehrenamtlichen Bürgermeister. Die Kommunalwahl am 9. Juni 2024 führte bei einer Wahlbeteiligung von 74,3 % zu folgendem Ergebnis:
| Ortsteilbündnis.12                | –      | –  | 25,4 % | 4  | 42,4 % | 7  |
| Freie Wählergruppe Neuzelle       | 34,6 % | 6  | 27,8 % | 5  | 25,4 % | 4  |
| FDP                               | 15,6 % | 2  | 18,5 % | 3  | 13,6 % | 2  |
| CDU                               | 15,5 % | 2  | 08,6 % | 1  | 13,5 % | 2  |
| Einzelbewerber Hubertus Schmidt   | –      | –  | –      | –  | 05,1 % | 1  |
| AfD                               | –      | –  | 12,7 % | 2  | –      | –  |
| Bürgervereinigung Neuzeller Forum | 10,6 % | 2  | 06,9 % | 1  | –      | –  |
| SPD                               | 17,4 % | 3  | –      | –  | –      | –  |
| Einzelbewerber Manfred Holzhey    | 06,3 % | 1  | –      | –  | –      | –  |
| Insgesamt                         | 100 %  | 16 | 100 %  | 16 | 100 %  | 16 |

### Bürgermeister
- 1998–2003: Rainer Thumernicht[23]
- 2003–2008: Klaus Schroth (SPD)[24]
- 2008–2024: Dietmar Baesler (FDP)[25]
- seit 2024: Sven Budach (Ortsteilbündnis.12)

Baesler wurde bei der Bürgermeisterwahl am 26. Mai 2019 ohne Gegenkandidat mit 75,5 % der gültigen Stimmen wiedergewählt.
Am 9. Juni 2024 wurde Budach ebenfalls ohne Gegenkandidat mit 89,2 % der gültigen Stimmen zu seinem Nachfolger gewählt. Seine Amtszeit beträgt fünf Jahre.

### Wappen
| Wappen von Neuzelle | Blasonierung: „In Blau ein silbernes Kleeblattkreuz.“             |
| Wappen von Neuzelle | Wappenbegründung: . Das Wappen wurde am 8. August 1993 genehmigt. |

### Gemeindepartnerschaft
Partnergemeinde ist seit 1993 Langenberg in Nordrhein-Westfalen.

## Sehenswürdigkeiten und Kultur

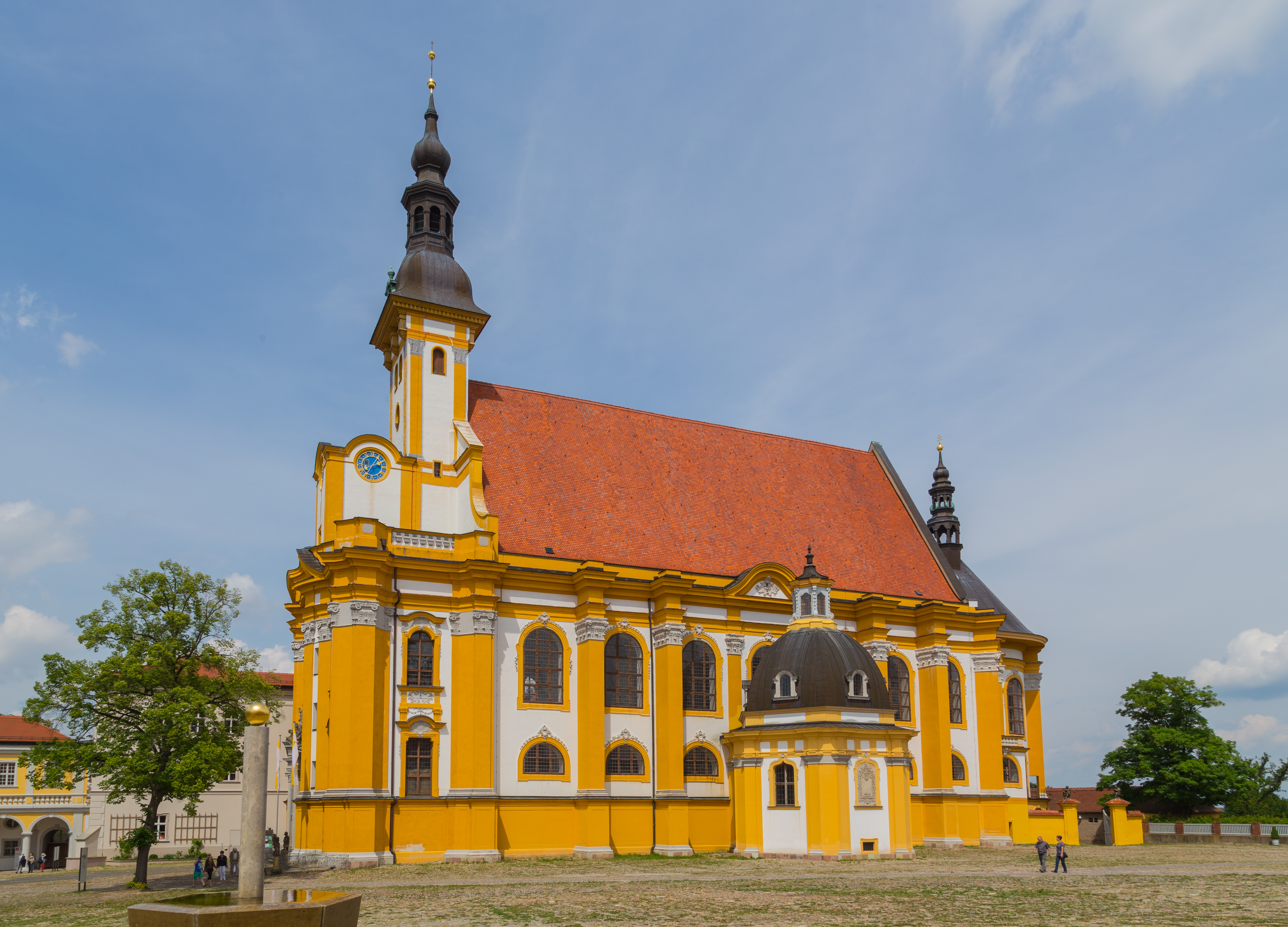
Klosterkirche

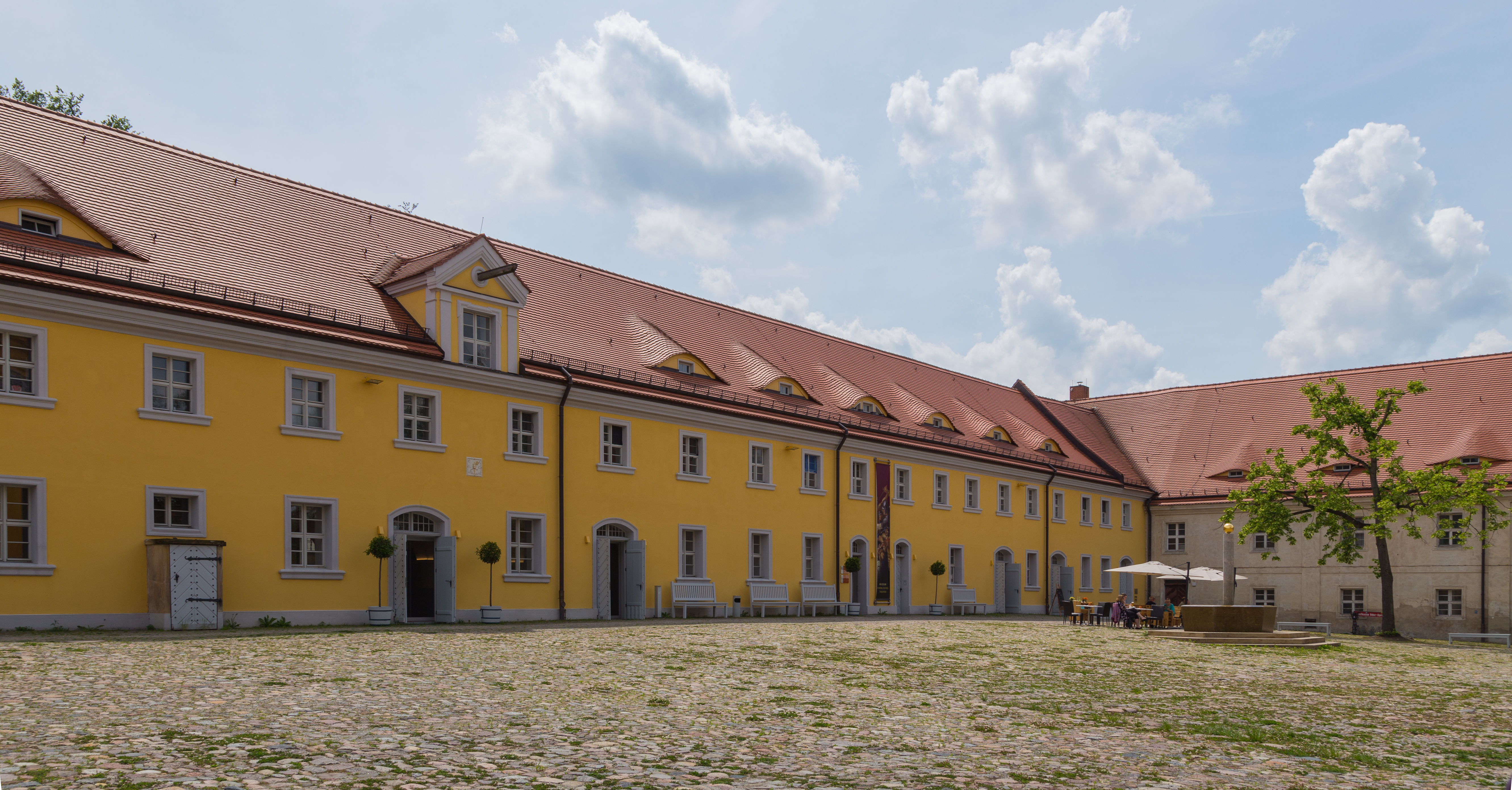
Klosterhof

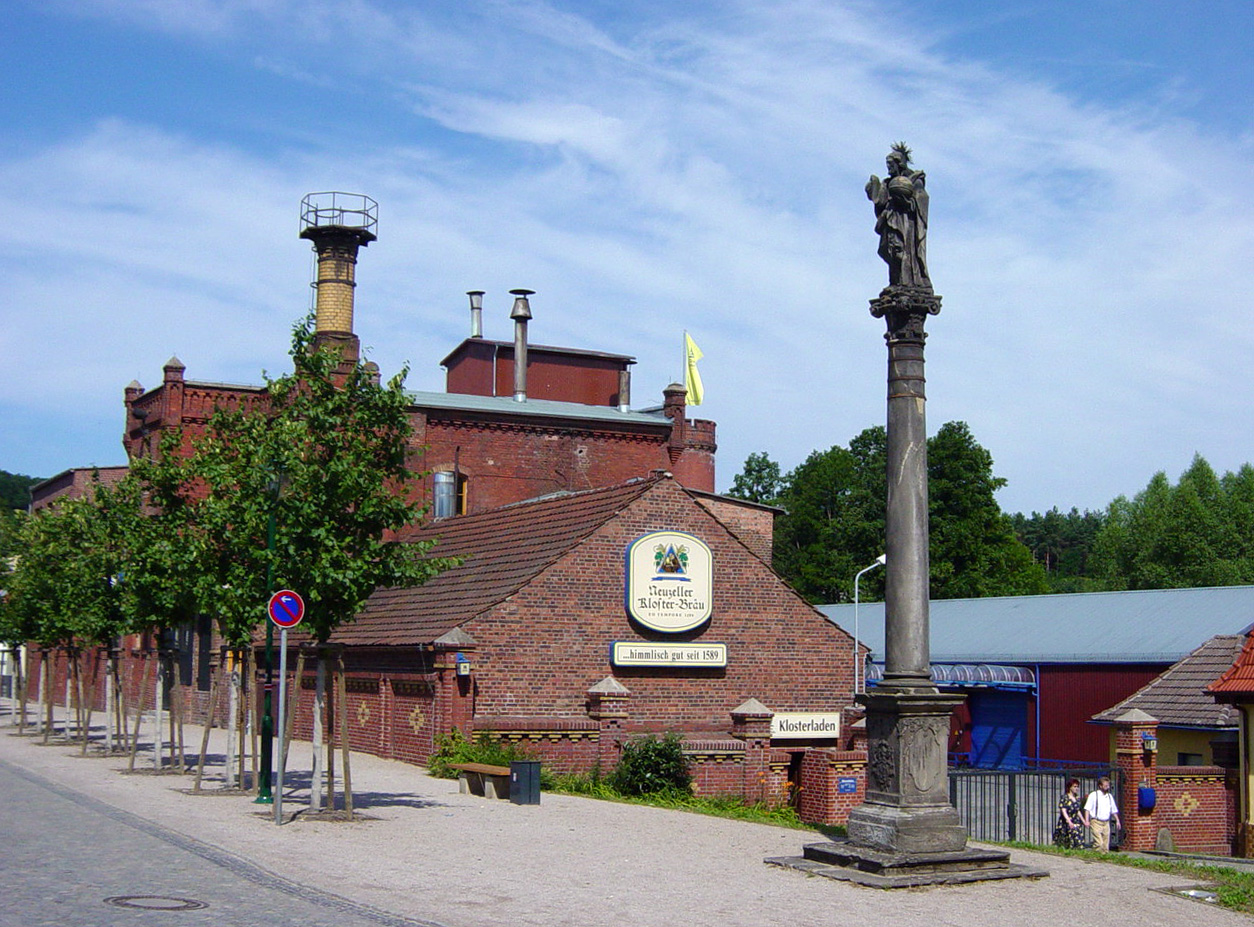
Klosterbrauerei

In der Liste der Baudenkmale in Neuzelle und in der Liste der Bodendenkmale in Neuzelle stehen die in der Denkmalliste des Landes Brandenburg eingetragenen Kulturdenkmale.
- Kloster Neuzelle, die bedeutendste barocke Klosteranlage des Landes Brandenburg
- Stiftskirche St. Marien
- Ev. Pfarrkirche zum hl. Kreuz
- Gut Bomsdorf (Schlossgaststätte) mit einem 10 Hektar großen Gutspark mit alten Eichen, Silberpappeln, Blutbuchen und Eschen
- Finnhütten-Kirche in Henzendorf aus dem Jahr 1985
- Gotische Wehrkirche in Möbiskruge aus dem 14. Jahrhundert
- Mahlmühle in Schwerzko aus dem 15. Jahrhundert. Sie kann besichtigt werden, das Mühlrad mit einem Durchmesser von 3,2 Meter ist funktionstüchtig.[31]
- Alte Brennerei im Ortsteil Neuzelle
- Kobbelner Stein, einer der schwersten Findlinge Deutschlands in Kobbeln, wurde mit der Eiszeit von der Insel Bornholm hierher geschoben, ist 7,10 Meter lang, 4,25 Meter hoch, 5,25 Meter breit und wiegt etwa 300 Tonnen[32]
- Findlingspark in Henzendorf mit zahlreichen, zum Teil durch Bildhauer gestalteten eiszeitlichen Findlingen und einem geologischen Lehrpfad
- Umgebung von Treppeln: Großer Treppelner See, Wirchensee, Schlaubemühle, Teufelsstein. Am oberen Ende der Dorfstraße befinden sich die Ende des 17. Jahrhunderts aus Feldstein erbauten ehemaligen Vorwerke des Klosters Neuzelle.[33]

Veranstaltungen
- Oper Oder-Spree, Musikfestival
- Seit 1947 finden jährlich Jugendwallfahrten des Bistums Görlitz zum Kloster Neuzelle statt, bei denen das Neuzeller Wallfahrtslied gesungen wird.
- Seit der Wiederbesiedelung durch die Zisterzienser gibt es zudem regelmäßig andere kirchliche Veranstaltungen wie die Emmausvigil oder den Adoratio-Kongress.

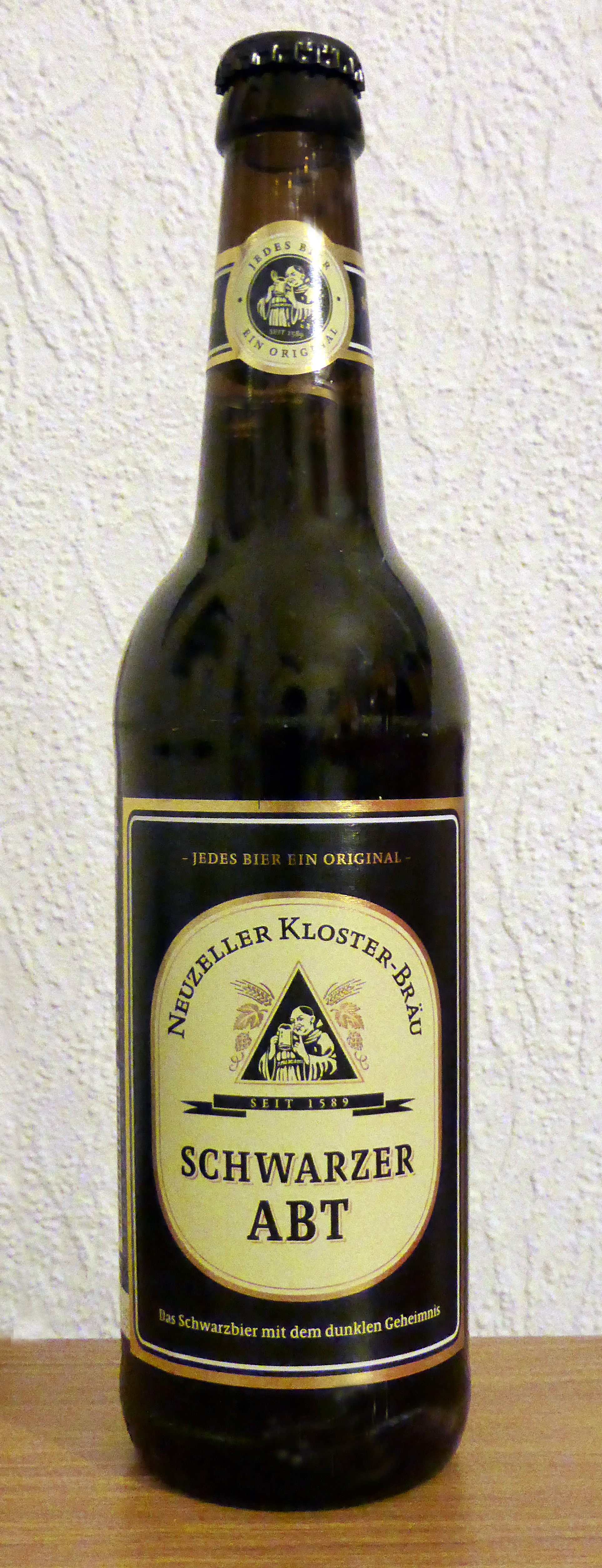
Schwarzer Abt

## Wirtschaft und Infrastruktur
Eines der wichtigsten Unternehmen der Gemeinde ist die Klosterbrauerei Neuzelle. Sie wurde durch den „Schwarzen Abt“, ein Schwarzbier mit Zuckersirupzusatz, überregional bekannt.

### Verkehr
Durch Neuzelle verläuft die Bundesstraße 112, die Eisenhüttenstadt mit Guben verbindet. Die nächste Autobahnanschlussstelle ist Frankfurt (Oder)-Mitte an der Bundesautobahn 12 Frankfurt (Oder)–Berlin.
Der Bahnhof Neuzelle an der Niederschlesisch-Märkischen Eisenbahn wird von der Regionalbahnlinie RB 43 Frankfurt (Oder)–Falkenberg (Elster) sowie der Regionalexpresslinie RE 10 Frankfurt (Oder)–Leipzig bedient.

### Bildung
Es gibt sechs Kitas, zwei Grundschulen, eine kombinierte Oberschule/Gymnasium sowie elf Freiwillige Feuerwehren und eine Revierpolizei.
In der Zeit des Nationalsozialismus lag in Neuzelle eine Nationalpolitische Erziehungsanstalt.

### Sport
Der Möbiskruger Sportverein wurde 1967 unter dem Namen BSG Traktor Möbiskruge gegründet. Der Neuzeller SV 1922 spielt seit der Saison 2016/2017 in der Kreisliga Süd Ostbrandenburg. Die Schützengilde Neuzelle wurde ursprünglich 1842 und 1991 wieder gegründet.
In Treppeln gibt es einen Reit- und Dressurstall mit 20 Pferden.

## Persönlichkeiten

### Söhne und Töchter der Gemeinde
- Gabriel Dubau (1700–1775), Abt des Klosters Neuzelle
- Wilhelm Pohl (1759–vor 1807), Komponist
- Johann Joseph von Hann (1763–1830), königlich-sächsischer General der Reiterei
- Franz Laurenz Mauermann (1780–1845), katholischer Bischof
- Ignaz Bernhard Mauermann (1786–1841), katholischer Bischof
- Julius Fräßdorf (1857–1932), Politiker (SPD), sächsischer Landtagspräsident 1919–1923
- Willi Borsche (1878–1958), Kammermusiker, in Schlaben geboren
- Knud Caesar (* 1925), Pflanzenbauwissenschaftler, in Steinsdorf geboren
- Siegfried Wustrow (* 1936), Radrennfahrer, in Göhlen geboren
- Klaus Grebasch (* 1947), Fußballspieler, in Bahro geboren

### Mit Neuzelle verbundene Persönlichkeiten
- Petrus I. (?–1429), Abt des Klosters Neuzelle
- August Ferdinand Crüger (1795–1881), Pfarrer in Neuzelle und Direktor des Neuzeller Lehrerseminars
- Ferdinand Schmidt (1816–1890), Schriftsteller, wuchs in Neuzelle auf
- Theodor Warnatsch (1820–1894), Priester in Neuzelle
- Robert Uibe (1851–1893/96), Orgelbauer in Schlaben 1879–1893
- Gerhard Schaffran (1912–1996), römisch-katholischer Bischof, Dozent am Priesterseminar Neuzelle
- Alfred Bengsch (1921–1979), römisch-katholischer Bischof, Dozent am Priesterseminar Neuzelle
- Carl-Ludwig Wolff (1933–2022), Journalist, wuchs in Neuzelle auf
- Winfried Töpler (1962–2022), Archivar und Historiker, wuchs in Neuzelle auf
- Simeon Wester OCist (1967–), Prior des Klosters Maria Friedenshort